# Jugoslawische Eishockeyliga 1961/62
Die Saison 1961/62 war die 20. Spielzeit der jugoslawischen Eishockeyliga, der höchsten jugoslawischen Eishockeyspielklasse. Meister wurde zum insgesamt sechsten Mal in der Vereinsgeschichte der HK Jesenice.

## Modus
In der Hauptrunde absolvierte jede der vier Mannschaften insgesamt sechs Spiele. Der Erstplatzierte der Hauptrunde wurde Meister. Für einen Sieg erhielt jede Mannschaft zwei Punkte, bei einem Unentschieden gab es einen Punkt und bei einer Niederlage null Punkte.

## Hauptrunde

### Tabelle
|    | Klub                   | Sp | S | U | N | Punkte |
| -- | ---------------------- | -- | - | - | - | ------ |
| 1. | HK Jesenice            | 6  | 6 | 0 | 0 | 12     |
| 2. | HK Ljubljana           | 6  | 3 | 0 | 3 | 6      |
| 3. | HK Partizan Belgrad    | 6  | 2 | 0 | 4 | 4      |
| 4. | HK Roter Stern Belgrad | 6  | 1 | 0 | 5 | 2      |

Sp = Spiele, S = Siege, U = Unentschieden, N = Niederlagen